# Mark O'Brien (poeta)
Mark O'Brien (Boston, 31 luglio 1949 – Berkeley, 4 luglio 1999) è stato un poeta, giornalista e attivista statunitense, autore dell'articolo On Seeing a Sex Surrogate, basato sulla sua esperienza sessuale surrogata.

## Biografia
Mark O'Brien è nato a Boston, nel Massachusetts, il 31 luglio 1949. Nel 1955, all'età di 6 anni, ha contratto la poliomielite e ha trascorso il resto della sua vita paralizzato dal collo in giù, costretto a vivere all'interno di un polmone d'acciaio.
Frequentò l'università di Berkley, scrisse poesie e articoli, divenne inoltre un attivista per le persone disabili.
O'Brien fu autore di diversi volumi di poesia, tra cui Breathing, e di un'autobiografia dal titolo How I Became a Human Being: A Disabled Man's Quest for Independence, scritta in compagnia di Gillian Kendall.
Nel 1988, arrivato a 38 anni ancora vergine, assunse Cheryl Cohen-Greene, una professionista di terapia sessuale, per effettuare alcuni incontri di esperienza sessuale surrogata.
Nel 1997 Mark ha co-fondando una piccola casa editrice, Lemonade Factory, dedicata a poesie scritte da parte di persone disabili.
Morì a Berkeley, in California, il 4 luglio 1999 all'età di 49 anni, a causa di complicanze di una bronchite.